# ماجرای عشقی مدرسه
ماجرای عشقی مدرسه (به انگلیسی: Skool Luv Affair) دومین آلبوم چندآهنگهٔ گروه پسرانهٔ کره‌ای بی‌تی‌اس است. این آلبوم ۱۰آهنگه در ۱۲ فوریهٔ ۲۰۱۴ منتشر شد و تک‌آهنگ لید آن «پسر عاشق» بود. دو موزیک ویدئو، شامل یک نسخهٔ طراحی رقص، به‌همراه این ترانه منتشر شد. تک‌آهنگ دوم «فقط یک روز» نام داشت و در ماه آوریل تبلیغ شد. این قطعه چهار موزیک ویدئوی مختلف داشت که متعاقباً جهت حمایت از آن منتشر شدند. یک نسخهٔ محدود بسته‌بندی‌شده از آلبوم با عنوان ضمیمهٔ ویژهٔ ماجرای عشقی مدرسه، در ۱۴ مه منتشر شد. کپی فیزیکی این آلبوم هجده قطعه داشت که شامل دو قطعهٔ جدید «خانوم مطلوب» و «دوستش دارم» (ریمیکس اسلو جم) و شش قطعهٔ بی‌کلام بود. این آلبوم به مدت ۶ سال خارج از چاپ بود و بیگ هیت در ۱۳ اکتبر ۲۰۲۰، به‌علت درخواست عموم نسخهٔ بسته‌بندی‌شده را بازنشر کرد.

## عملکرد تجاری
سه ترانه از این آلبوم وارد جدول ترانه‌های دیجیتال ملل بیلبورد شد؛ این دومین حضور بی‌تی‌اس در این جدول بود. تک‌آهنگ لید آلبوم، «پسر عاشق» در رتبهٔ پنج و تک‌آهنگ دوم، «فقط یک روز» در دوران تبلیغ خود در ماه آوریل، در رتبهٔ ۲۵ قرار گرفت. «پسر عاشق» در ۲۳ فوریه، نامزد جایگاه اول در برنامهٔ موسیقی کره‌ای اینکیگایوی اس‌بی‌اس شد. آلبوم در جایگاه سوم جدول هفتگی گائون کرهٔ جنوبی جای گرفت و دو ماه بعد، حین تبلیغ «فقط یک روز» به جایگاه اول صعود کرد. ماجرای عشقی مدرسه همچنین در جدول آلبوم‌های ملل بیلبورد سوم شد و اولین حضور یک آلبوم از بی‌تی‌اس را در جداول بین‌المللی رقم زد. آلبوم بسته‌بندی‌شده پس از انتشار، در جدول هفتگی گائون (هفتهٔ دوم مه) اول شد. ماجرای عشقی مدرسه بیستمین آلبوم پرفروش جدول گائون در سال ۲۰۱۴ بود.
بازنشر ۲۰۲۰ نسخهٔ بسته‌بندی‌شده، با فروش ۲۸٬۰۰۰ واحد آلبوم، در جایگاه ۱۲ بیلبورد ۲۰۰ ایالات متحده (تاریخ ۳۱ اکتبر) قرار گرفت. ۲۶٬۰۰۰ کپی از این تعداد، فروش خالص بود و آلبوم را در رتبهٔ چهارم جدول فروش آلبوم‌های برتر قرار داد. «پسر عاشق»، «فقط یک روز» و «فردا» باری دیگر وارد جدول ترانه‌های دیجیتال ملل شدند و به ترتیب در رتبه‌های سوم، پنجم و هفتم قرار گرفتند. آلبوم در کرهٔ جنوبی، باری دیگر در جدول ماهانهٔ آلبوم‌های گائون (ماه اکتبر) حضور یافت و چهارم شد. این آلبوم تا پایان سال، ۶۷۰٬۵۰۰ کپی فروخت و به دهمین آلبوم پرفروش سال ۲۰۲۰ تبدیل شد. ماجرای عشقی مدرسه پس از انتشار در ژاپن، با فروش ۳۷٬۶۸۹ کپی از ۱۲ تا ۱۸ اکتبر، در رتبهٔ سوم جدول هفتگی آلبوم‌های اوریکان (تاریخ ۲۶ اکتبر) قرار گرفت. تا پایان اکتبر، ۴۰٬۸۲۹ کپی از آلبوم به فروش رسید و در جدول ماهانهٔ آلبوم‌ها دهم شد.

## فهرست قطعات
جزئیات برگرفته از پایگاه دادهٔ انجمن حق تکثیر موسیقی کره است.
| شماره      | نام                          | نویسنده(ها)                                                        | تهیه‌کننده(ها)         | مدت   |
| ---------- | ---------------------------- | ------------------------------------------------------------------ | --------------------- | ----- |
| ۱.         | «مقدمه: ماجرای عشقی مدرسه»   | پی‌داگ اسلو ربیت رپ مانستر شوگا جی-هوپ                              | پی‌داگ                 | ۲:۵۸  |
| ۲.         | «پسر عاشق»                   | پی‌داگ «هیت‌من» بنگ رپ مانستر شوگا سوپریم بوی                        | پی‌داگ                 | ۳:۵۰  |
| ۳.         | «اسکیت: هم‌روح»               | پی‌داگ                                                              | پی‌داگ                 | ۱:۳۲  |
| ۴.         | «تو از کجا اومدی؟»           | کوان ده هی کیریم رپ مانستر شوگا جی-هوپ                             | کوان ده هی کیریم      | ۴:۰۰  |
| ۵.         | «فقط یک روز»                 | پی‌داگ رپ مانستر شوگا جی-هوپ                                        | پی‌داگ                 | ۴:۰۰  |
| ۶.         | «فردا»                       | شوگا اسلو ربیت رپ مانستر جی-هوپ                                    | شوگا اسلو ربیت        | ۴:۲۲  |
| ۷.         | «سایفر بی‌تی‌اس قسمت ۲: سه‌لتی» | سوپریم بوی رپ مانستر شوگا جی-هوپ                                   | سوپریم بوی            | ۴:۴۸  |
| ۸.         | «کمرشکن»                     | پی‌داگ اوو رپ مانستر شوگا جی-هوپ اسلو ربیت سوپریم بوی سونگ چانگ شیک | پی‌داگ اوو             | ۳:۵۹  |
| ۹.         | «بپر»                        | شوگا پی‌داگ سوپریم بوی رپ مانستر جی-هوپ                             | شوگا پی‌داگ سوپریم بوی | ۳:۵۷  |
| ۱۰.        | «خاتمه: پیشنهاد»             | اسلو ربیت پی‌داگ                                                    | اسلو ربیت             | ۲:۰۳  |
| مجموع مدت: | مجموع مدت:                   | مجموع مدت:                                                         | مجموع مدت:            | ۳۵:۲۹ |

| ضمیمهٔ ویژهٔ ماجرای عشقی مدرسه | ضمیمهٔ ویژهٔ ماجرای عشقی مدرسه  | ضمیمهٔ ویژهٔ ماجرای عشقی مدرسه                      | ضمیمهٔ ویژهٔ ماجرای عشقی مدرسه | ضمیمهٔ ویژهٔ ماجرای عشقی مدرسه |
| شماره                        | نام                           | نویسنده(ها)                                       | تهیه‌کننده(ها)                | مدت                          |
| ---------------------------- | ----------------------------- | ------------------------------------------------- | ---------------------------- | ---------------------------- |
| ۱۱.                          | «خانوم مطلوب»                 | پی‌داگ اسلو ربیت «هیت‌من» بنگ رپ مانستر شوگا جی-هوپ | پی‌داگ                        | ۴:۰۱                         |
| ۱۲.                          | «دوستش دارم [ریمیکس اسلو جم]» | برادر سو پی‌داگ اسلو ربیت رپ مانستر شوگا جی-هوپ    | برادر سو پی‌داگ               | ۳:۵۲                         |
| مجموع مدت:                   | مجموع مدت:                    | مجموع مدت:                                        | مجموع مدت:                   | ۴۳:۲۲                        |

| ضمیمهٔ ویژهٔ ماجرای عشقی مدرسه – آلبوم فیزیکی | ضمیمهٔ ویژهٔ ماجرای عشقی مدرسه – آلبوم فیزیکی | ضمیمهٔ ویژهٔ ماجرای عشقی مدرسه – آلبوم فیزیکی |
| شماره                                       | نام                                         | مدت                                         |
| ------------------------------------------- | ------------------------------------------- | ------------------------------------------- |
| ۱۳.                                         | «پسر عاشق» (بی‌کلام)                         | ۳:۵۰                                        |
| ۱۴.                                         | «تو از کجا اومدی؟» (بی‌کلام)                 | ۴:۰۰                                        |
| ۱۵.                                         | «فقط یک روز» (بی‌کلام)                       | ۳:۵۹                                        |
| ۱۶.                                         | «فردا» (بی‌کلام)                             | ۴:۲۱                                        |
| ۱۷.                                         | «کمرشکن» (بی‌کلام)                           | ۳:۵۸                                        |
| ۱۸.                                         | «بپر» (بی‌کلام)                              | ۳:۵۶                                        |
| مجموع مدت:                                  | مجموع مدت:                                  | ۱:۰۷:۲۱                                     |

## جداول
| جدول (۲۰۲۱–۲۰۱۴)                           | بالاترین موقعیت   | بالاترین موقعیت              |
| جدول (۲۰۲۱–۲۰۱۴)                           | ماجرای عشقی مدرسه | ماجرای عشقی مدرسه ضمیمهٔ ویژه |
| ------------------------------------------ | ----------------- | ---------------------------- |
| آلبوم‌های استرالیایی (ای‌آرآی‌ای)             | ۲۳                | —                            |
| آلبوم‌های بلژیکی (اولتراتاپ فلاندرز)        | ۱۵۰ \|\| —        |                              |
| آلبوم‌های بلژیکی (اولتراتاپ والونیا)        | ۱۸۷ \|\| —        |                              |
| آلبوم‌های آلمانی (۱۰۰ آلبوم برتر رسمی)      | ۳۵ \|\| —         |                              |
| آلبوم‌های مجارستانی (ماهاز)                 | ۱۹ \|\| —         |                              |
| آلبوم‌های ژاپنی (اوریکان)                   | —                 | ۳                            |
| آلبوم‌های نیوزیلندی (آرام‌ان‌زد)              | ۳۳                | —                            |
| آلبوم‌های کرهٔ جنوبی (گائون)                 | ۱                 | ۱                            |
| آلبوم‌های اسپانیایی (پروموزیکائه)           | ۳۸                | —                            |
| آلبوم‌های سوئیسی (جدول موسیقی سوئیس)        | ۴۹ \|\| —         |                              |
| آلبوم‌های مستقل بریتانیا (اوسی‌سی)           | ۲۲                | —                            |
| بیلبورد ۲۰۰ ایالات متحده                   | ۱۲                | —                            |
| آلبوم‌های رپ برتر ایالات متحده (بیلبورد)    | ۷                 | —                            |
| آلبوم‌های موسیقی ملل ایالات متحده (بیلبورد) | ۳                 | —                            |

| جدول (اکتبر ۲۰۲۱)        | موقعیت            | موقعیت                       |
| جدول (اکتبر ۲۰۲۱)        | ماجرای عشقی مدرسه | ضمیمهٔ ویژهٔ ماجرای عشقی مدرسه |
| ------------------------ | ----------------- | ---------------------------- |
| آلبوم‌های ژاپنی (اوریکان) | —                 | ۱۰                           |

| جدول (۲۰۱۸–۲۰۱۴)           | موقعیت            | موقعیت                       |
| جدول (۲۰۱۸–۲۰۱۴)           | ماجرای عشقی مدرسه | ضمیمهٔ ویژهٔ ماجرای عشقی مدرسه |
| -------------------------- | ----------------- | ---------------------------- |
| ۲۰۱۴ کرهٔ جنوبی (گائون)     | ۲۰                | ۹۸                           |
| ۲۰۱۵ کرهٔ جنوبی (گائون)     | ۶۵                | —                            |
| ۲۰۱۶ کرهٔ جنوبی (گائون)     | ۶۶                | —                            |
| ۲۰۱۷ کرهٔ جنوبی (گائون)     | ۷۴                | —                            |
| ۲۰۱۸ کرهٔ جنوبی (گائون)     | ۵۸                | —                            |
| جدول (۲۰۱۹)                | موقعیت            | موقعیت                       |
| جدول (۲۰۱۹)                | ماجرای عشقی مدرسه | ضمیمهٔ ویژهٔ ماجرای عشقی مدرسه |
| آلبوم‌های مجارستانی (ماهاز) | ۶۱                | —                            |
| کرهٔ جنوبی (گائون)          | ۶۲                | —                            |
| جدول (۲۰۲۰)                | موقعیت            | موقعیت                       |
| جدول (۲۰۲۰)                | ماجرای عشقی مدرسه | ضمیمهٔ ویژهٔ ماجرای عشقی مدرسه |
| ژاپن (اوریکان)             | —                 | ۸۹                           |
| کرهٔ جنوبی (گائون)          | ۹۸                | ۱۰                           |

| ترانه‌های دیجیتال ملل بیلبورد | بالاترین موقعیت |
| ---------------------------- | --------------- |
| «پسر عاشق»                   | ۳               |
| «فردا»                       | ۷               |
| «فقط یک روز»                 | ۵               |

## فروش‌ها و گواهی‌نامه‌ها
| کشور              | فروش              | فروش                         |
| کشور              | ماجرای عشقی مدرسه | ضمیمهٔ ویژهٔ ماجرای عشقی مدرسه |
| ----------------- | ----------------- | ---------------------------- |
| کرهٔ جنوبی (گائون) | ۴۷۳٬۶۰۰           | ۶۸۵٬۳۵۲                      |

## تاریخچهٔ انتشار
| آلبوم                        | کشور      | تاریخ         | قالب                 | ناشر                                 |
| ---------------------------- | --------- | ------------- | -------------------- | ------------------------------------ |
| ماجرای عشقی مدرسه            | کرهٔ جنوبی | ۱۲ فوریهٔ ۲۰۱۴ | سی‌دی، دانلود دیجیتال | بیگ هیت اینترتینمنت لوئن اینترتینمنت |
| ماجرای عشقی مدرسه            | مختلف     | ۱۲ فوریهٔ ۲۰۱۴ | دانلود دیجیتال       | بیگ هیت اینترتینمنت لوئن اینترتینمنت |
| ضمیمهٔ ویژهٔ ماجرای عشقی مدرسه | کرهٔ جنوبی | ۱۴ مهٔ ۲۰۱۴    | سی‌دی، دانلود دیجیتال | بیگ هیت اینترتینمنت لوئن اینترتینمنت |
| ضمیمهٔ ویژهٔ ماجرای عشقی مدرسه | مختلف     | ۱۳ اکتبر ۲۰۲۰ | سی‌دی                 | بیگ هیت اینترتینمنت لوئن اینترتینمنت |

## واژه‌نامه
1. ↑  Skool Luv Affair Special Addition
2. ↑  Intro: Skool Luv Affair
3. ↑  Boy In Luv, 상남자; Sangnamja; lit: Manly man
4. ↑  Skit: Soulmate
5. ↑  Where did you come from?, 어디에서 왔는지; Eodieseo wanneunji
6. ↑  Just One Day, 하루만; Haruman
7. ↑  Tomorrow
8. ↑  BTS Cypher Pt. 2: Triptych
9. ↑  Spine Breaker, 등골브레이커; Deunggolbeureikeo
10. ↑  Jump
11. ↑  Outro: Propose
12. ↑  Miss Right
13. ↑  I Like It [Slow Jam Remix], 좋아요; Joh-ayo